# Angelus Roegiers
Angelus Roegiers (Oosteeklo, 5 augustus 1815- 27 januari 1886) was een Belgisch brouwer en gemeentelijk politicus.
Hij stichtte Brouwerij Het Kasteel in de voormalige abdij van Oosteeklo.
In de gemeentepolitiek was hij ook actief, hij was namelijk burgemeester van Oosteeklo van 1867 tot zijn overlijden in 1886. Hij werd opgevolgd door zijn jongste zoon Raymond en later was zijn kleinzoon Herman ook burgemeester van de gemeente.
Roegiers was gehuwd met Victoria Standaert (overleden 1865) en samen hadden ze vier kinderen.